# Jack le tueur de géants (film, 1962)

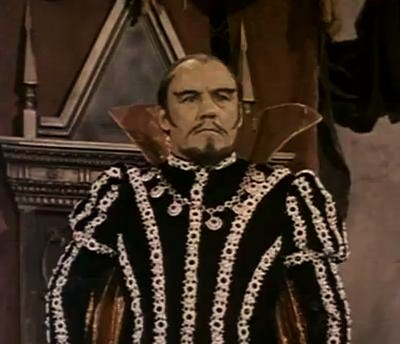
Torin Thatcher

Pour les articles homonymes, voir Jack le tueur de géants (homonymie).
Pour plus de détails, voir Fiche technique et Distribution.
Jack le tueur de géants (Jack the Giant Killer) est un film américain réalisé par Nathan Juran, sorti en 1962. C'est l'adaptation du conte populaire anglais Jack le tueur de géants.

## Synopsis
L'ignoble sorcier Pendragon, banni d'Angleterre, veut s'emparer du trône de Cornouailles en faisant abdiquer le roi et en épousant sa ravissante fille, la princesse Elaine. Il la fait enlever par un de ses serviteurs, un immense géant, mais Jack, un modeste fermier, parvient à le tuer et sauve ainsi la belle captive. Mais Pendragon n'a pas renoncé à ses sombres desseins.

## Fiche technique
- Titre : Jack le tueur de géants
- Titre original : Jack the Giant Killer
- Réalisation : Nathan Juran
- Scénario : Orville H. Hampton et Nathan Juran, d'après le roman d'Orville H. Hampton
- Production : Edward Small et Robert E. Kent
- Musique : Paul Sawtell et Bert Shefter
- Photographie : David S. Horsley
- Montage : Grant Whytock
- Pays de production : États-Unis
- Format : Couleurs - 1,85:1 - Mono - 35 mm
- Genre : Aventures, Fantastique
- Durée : 94 minutes
- Date de sortie : 13 juin 1962 (États-Unis)

## Distribution
- Kerwin Mathews (VF : Jacques Thébault) : Jack
- Judi Meredith (VF : Arlette Thomas) : la princesse Elaine
- Torin Thatcher (VF : Jacques Berthier) : Pendragon
- Walter Burke (VF : Roger Carel) : Garna
- Don Beddoe (VF : Jacques Marin) : Diablotin
- Barry Kelley (VF : Pierre Michau) : Sigurd
- Dayton Lummis (VF : Gabriel Sardet) : le roi Marc
- Anna Lee : Dame Costance
- Roger Mobley : Peter
- Robert Gist (VF : Jean-Henri Chambois) : le capitaine McFadden
- Tudor Owen (VF : Richard Francœur) : le chancelier
- Ken Mayer (VF : Jacques Hilling) : le maître d'équipage
- Helen Wallace (VF : Germaine Michel) : la mère de Jack

## Production
Edward Small annonce le film en 1959, disant avoir développé les effets spéciaux pendant deux ans. Le tournage devait initialement commencer en septembre 1959, en 70 mm et en écran large, mais a été retardé de plusieurs années.
Small engage la star Kerwin Mathews, le réalisateur Nathan Juran et le méchant Torin Thatcher, qui ont tous travaillé sur “Le Septième voyage de Sinbad”. Juran déclare à ce propos : "Eddie Small était intelligent. Il voulait gagner de l'argent. Il a essayé de se rapprocher le plus possible du “'Septième voyage”'. Il pensait qu'il pourrait gagner de l'argent en faisant un autre film du même genre. Malheureusement, il n'a pas pu obtenir les mêmes effets spéciaux."
Le conte de fées avait déjà été filmé par Hollywood en 1917, 1924 (un court métrage), 1931 (un dessin animé) et 1952.
Le film est tourné sur Catalina Island et aux Goldwyn Studios,, et le tournage se termine en août 1960. Juran s'adresse à deux sociétés différentes pour les effets spéciaux : la Howard A. Anderson Company travaille sur les effets photographiques et Project Unlimited, qui vient de remporter un Oscar pour “La Machine à explorer le temps“, supervise le stop-motion. L'équipe intègre l'animateur Jim Danforth dans l'un de ses premiers emplois. La post-production ayant pris près de dix mois, le film ne sorte qu'en 1962.
Les droits du film font l'objet d'un litige plusieurs années plus tard et une version musicale de l'histoire sortira plus tard.

## Autour du film
- Le producteur Edward Small a par la suite ressorti le film dans une version musicale. Des chansons y ont été ajoutées et certaines scènes modifiées pour donner aux principaux acteurs l'impression de chanter.
- Il y a au moins un clin d'œil dans la version française au film Sinbad quand le gnome demande à Jack qui il est en se moquant et en suggérant le calife de Bagdad.